# Hugo Gyllander
Ernst Hugo Gyllander, född 22 oktober 1868 i Örebro, död 2 oktober 1955 i Ununge, var en svensk poet, journalist, författare och sagoberättare samt översättare av barn- och ungdomslitteratur, bland annat Bröderna Grimms sagor, Tom Sawyer och Hjälten från Panama.

## Biografi
Hugo Gyllander var son till stadskamreraren Erland Gyllander. Efter mogenhetsexamen vid Karolinska läroverket arbetade han som journalist vid olika tidningar 1887–1895, bland annat var han berlinkorrespondent för Nerikes Allehanda 1892–1893, och bedrev 1896–1902 studier vid Uppsala universitet. Han var flitig medarbetare i tidskriften Ord&Bild redan från första årgången 1892, 1900–1930 i Strix samt arbetade för tidningar som Aftonbladet, Stockholms-Tidningen och Nya Dagligt Allehanda. Han utgav från 1895 ett flertal diktsamlingar, men är mest känd för sina sagor och var en flitig medarbetare i Barnbiblioteket Saga.
Gyllander fick år 1892 pris av Svenska Akademien för dikten "Dalibor", "om den böhmiske riddaren och frihetskämpen som i fångenskapen blev violinvirtuos och därmed en tröstare för människor".  Han blev efterhand misantropisk och sympatiserade med fascismen och nazismen. Sina sista år bodde han i en stuga i Roslagen. Där vägrade han att ta emot folkpension, som han betraktade som "ett demokratiskt påfund".

## Kända verk
Särskilt kända verk är När tuppen höll storkalas och Lille Pers vandring.

### Lille Pers vandring
Känt citat ur dikten:
Nu går jag bort sa lille Per,
nu går jag bort dit stigen bär.
Att söka slottet Silvertopp
och få prinsessan Rosenknopp ...
som bland annat finns publicerad i Min Skattkammare, Del III. Det var en gång. 
Den parafraserades av Nils Ferlin i dikten "– sa lille Per" diktsamlingen Goggles (1938).
Snart går jag bort, sa lille Per,
snart går jag bort från livet.
Jag hade det så lustigt här
att jag vart nästan populär ...